# Daniel Jensen (műugró)
Daniel Jensen (1996. május 14. –) norvég műugró.

## Élete
Első nemzetközi versenyen 2008-ban szerepelt. 2011-től Filip Devorral alkot szinkronpárost, bár egy-egy alkalommal ugrott Erik Giljával (2011) és 
Espen Valheimmel (2013).
A 2010-es tucsoni junior műugró-világbajnokság B korcsoportos (14-15 évesek) mezőnyében mind 1 méteren, mid pedig 10 méteren a 18. helyen végzett, ugyanakkor 3 méteren a 21. helyet sikerült megszereznie. Két évvel később, 2012-ben, az ausztráliai Adelaide-ben rendezett junior világbajnokság A korcsoportos (16-18 évesek) mezőnyében 3 méteren a 15., míg 10 méteren – a 22 fős mezőnyből – a 21. helyen zárt.
2013-ban a rostocki felnőtt műugró Eb-n a 3 méteres és a 10 méteres szinkronugrásban is Espen Valheimmel indult, az előbbiben a 7., míg az utóbbiban az 5. helyen végzett. A férfi 10 méteres toronyugrás versenyszámában 14. lett. Egy hónappal később, a Poznań-i junior Eb – A korcsoport –  3 méter szinkron döntőjében ötödikként végzett, 3 méteren a 10., fiú egyéni 10 méteres toronyugrásban a 11., 1 méteren pedig a 12. helyen zárt.
2014-ben, az olaszországi Bergamóban rendezett junior műugró Európa-bajnokság fiú 3 méteres szinkronugrásának döntőjében ezüstérmet szerzett, az A korcsoportosok mezőnyében 3, illetve 10 méteren egyaránt bronzérmet nyert. A csapatok versenyében társaival – a németek és a svájciak mögött – a harmadik helyen léphetett fel a dobodóra.
A 2014. évi nyári ifjúsági olimpiai játékok nemzetek vegyes csapatainak versenyében – 18 esztendősen, a mexikó Alejandra Orozco Lozával alkotva párost –  az első helyen zárt. Ugyanitt a fiú 3 méteres műugrás versenyszámában a 7., míg a fiú egyéni 10 méteres toronyugrás versenyszámában a 6. helyen végzett. Szeptemberben, a penzai junior vb-n szintén szerepelt, de már kevesebb sikerrel. Az A korcsoport mezőnyében sem 1 méteren, sem pedig 3 méteren nem került döntőbe. A 10 méteres toronyugrás döntőjében a 9., míg a 3 méteres szinkronugrás versenyszámában társával, Filip Devorral a 7. helyet szerezte meg.
2015-ben, a rostocki mű- és toronyugró-Eb csapatversenyében, a 10 párost felvonultató mezőnyben Anne Tuxennel a 10. helyen zárt. 1 méteren és toronyban a 13. lett, míg 3 méteren a 27. helyen végzett. A kazanyi vizes vb-n mind a 3 méteres szinkronugrás, mind pedig a szinkrontorony versenyszámában – mindkétszer Devorral – a 18. helyen zárt, míg toronyugrásban – a 48 fős mezőnyben – a 41. lett.

## Eredmények
| Sportesemény                              | Versenyszámok | Versenyszámok | Versenyszámok | Versenyszámok | Versenyszámok |
| Sportesemény                              | 1 m           | 3 m           | 3 m szinkron  | 10 m torony   | 10 m szinkron |
| ----------------------------------------- | ------------- | ------------- | ------------- | ------------- | ------------- |
| 2010-es junior Eb, Helsinki               | 17.           | 14.           | –             | 9.            | –             |
| 2010-es junior vb, Tucson                 | 18.           | 21.           | –             | 18.           | –             |
|                                           |               |               |               |               |               |
| 2011-es junior Eb, Belgrád                | 6.            | 7.            | 10.           | 5.            | –             |
|                                           |               |               |               |               |               |
| 2012-es junior Eb, Graz                   | 17.           | 13.           | 7.            | 7.            | –             |
| 2012-es junior vb, Adelaide               | –             | 15.           | –             | 21.           | –             |
|                                           |               |               |               |               |               |
| 2013-as Grand Prix, Rostock               | –             | 17.           | 7.            | –             | 14.           |
| 2013-as mű- és toronyugró Eb, Rostock     | –             | –             | 7.            | 14.           | 5.            |
| 2013-as úszó vb, Barcelona                | –             | –             | –             | 25.           | 13.           |
| 2013-as junior Eb, Poznań                 | 12.           | 10.           | 5.            | 11.           | –             |
|                                           |               |               |               |               |               |
| 2014-es Grand Prix, Madrid                | –             | 27.           | 5.            | 9.            |               |
| 2014-es Grand Prix, Rostock               | –             | –             | 7.            | –             | 4.            |
| 2014-es junior Eb, Bergamo                | 7.            |               |               |               | –             |
| 2014. évi nyári ifjúsági olimpia, Nanking | –             | 7.            | –             | 6.            | –             |
| 2014-es junior vb, Penza                  | 15.           | 20.           | 7.            | 9.            | –             |
|                                           |               |               |               |               |               |
| 2015-ös rostocki Grand Prix               | –             | 18.           | 9.            | 13.           | 8.            |
| 2015-ös mű- és toronyugró-Eb, Rostock     | 13.           | 27.           | –             | 13.           | –             |
| 2015-ös úszó-vb, Kazany                   | –             | –             | 18.           | 41.           | 18.           |

Csapatversenyeken
| Sportesemény                              | Partnere                                                         | Eredmény | Megjegyzés                 |
| ----------------------------------------- | ---------------------------------------------------------------- | -------- | -------------------------- |
| 2014-es junior Eb, Bergamo                | Filip Julius Devor Thelma Baatz Strandberg Julie Synnøve Thorsen |          |                            |
| 2014. évi nyári ifjúsági olimpia, Nanking | Alejandra Orozco Loza (MEX)                                      |          | nemzetek 2. vegyes csapata |
| 2015-ös mű- és toronyugró-Eb, Rostock     | Anne Vilde Tuxen                                                 | 10.      |                            |